# Hölö skans

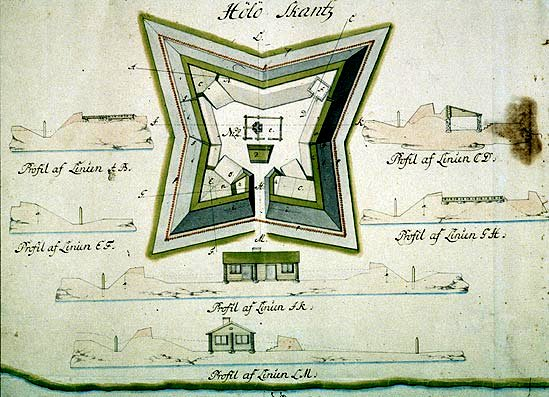
Hölö skans på en ritning från 1743

Hölö skans var en skans från 1600-talet som låg väster om Pålsundet mellan Mörkö socken och Hölö socken i nuvarande Södertälje kommun. Skansen byggdes 1623 och togs ur bruk 1757. 
Hölö skans var en av fyra skansar som gick under begreppet Hörningsholms skansar, namnet efter Hörningsholms slott. De tre övriga skansar var Kasholmsskansen (mittemot Hölö skans) samt Nässkansen och Furuholmsskansen på ömse sidor om Skanssundet. Samtliga fyra skansar skulle försvara den viktiga farleden till Södertälje.

## Bakgrund

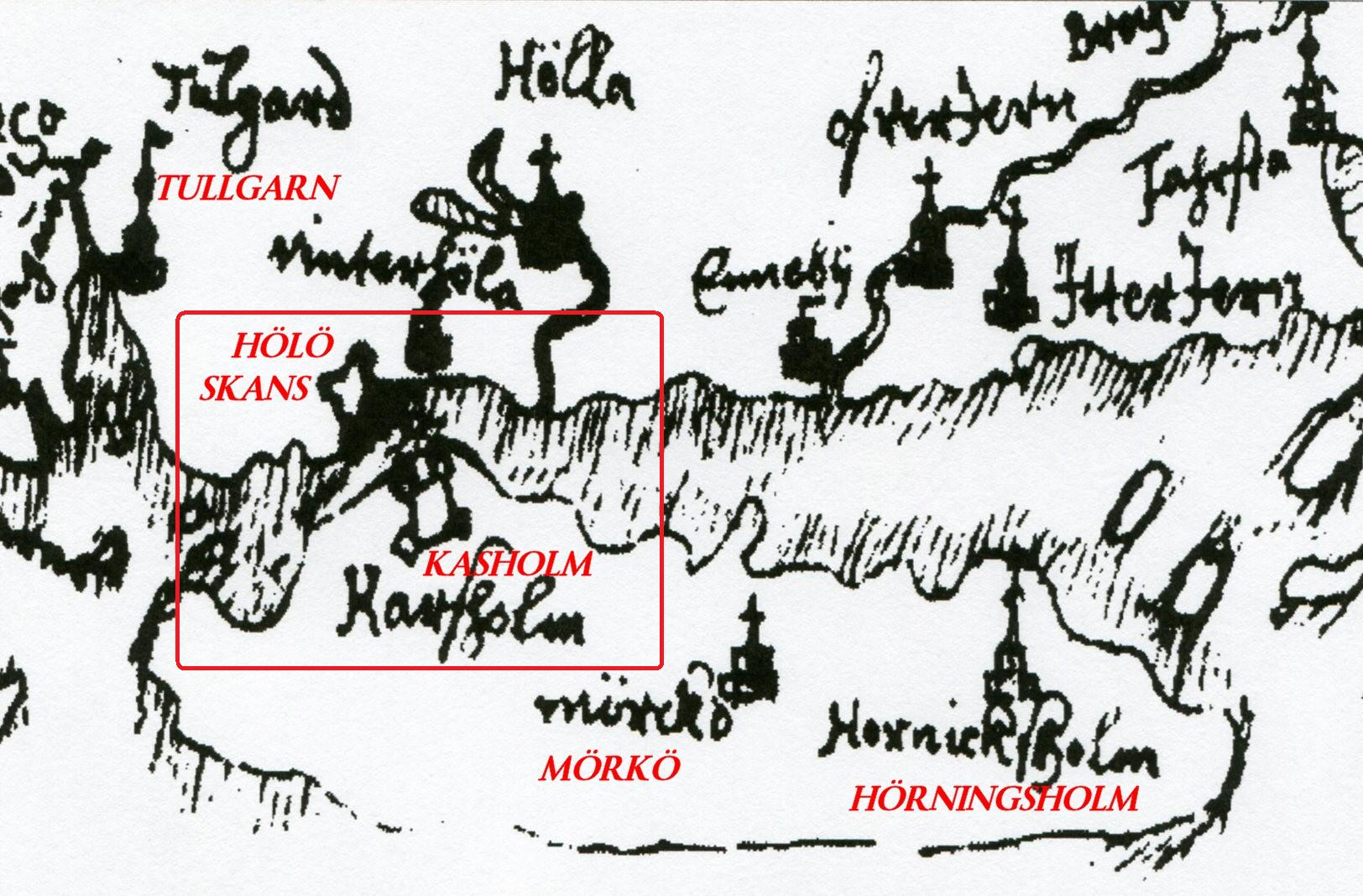
Hölö och Kasholmens skansar (i röd ram) på "ryska kartan" från 1650-talet. Norr är åt höger.

Fram till början av 1600-talet var båda farlederna in mot Södertälje (öster och väster om Mörkö) obefästa.  Först under Gustav II Adolf togs de första initiativen till ett fast försvar i området kring Hörningsholm. Anledningen var rykten att Sigismund av Polen 1623 drog samman en här vid Danzig för ett anfall mot Sverige. I all hast iståndsattes försvarsanordningar i Stockholms skärgård och fyra skansar uppfördes; Nässkansen, Furuholmsskansen, Kasholmsskansen och Hölö skans till skydd och försvar av farleden mot Södertälje. Ritningar upprättades på uppdrag av Axel Oxenstierna och arbetsstyrkan och bemanningen kom från Södermanlands regemente.
Under rysshärjningarnas år 1719 bemannades Hörningsholmsskansarna av svensk trupp. Men truppens försvarsvilja var inte särskilt stor: hvilka likväl, avmarscherade dagen före fiendens ankomst. Befolkningen på Mörkö flydde sedan de avmarscherande trupperna lär ha sagt: nu slipper ni oss; men snart kommer andra som gör er mer ondt. Södertälje och kustbygderna däromkring brändes och härjades sedan av ryssarna, bland annat förstördes Hörningsholms slott. Men skadan kunde ha blivit ännu större om ryssarna hade fortsatt in i Mälaren där det var fritt fram att bränna och skövla oersättliga slott och herrgårdar.
Av citaten framgår att förhållanden mellan ortsbefolkning och trupp vid skansarna var spända. Ofta användes lokala bönder som billig arbetskraft vid bygge och iståndsättning av skansarna. Efter fredsslutet med Ryssland 1721 upphörde befästningsarbetena "för att bönderna ej längre skall betungas". Vid 1700-talets mitt fanns förslag att bygga en helt ny befästningsanläggning vid Brandalsund (närmare Södertälje), men planen genomfördes aldrig och istället upprustades skansarna vid Hörningsholm på nytt. Av alla fyra skansar avvecklades Nässkansen först 1927.

## Hölö skans

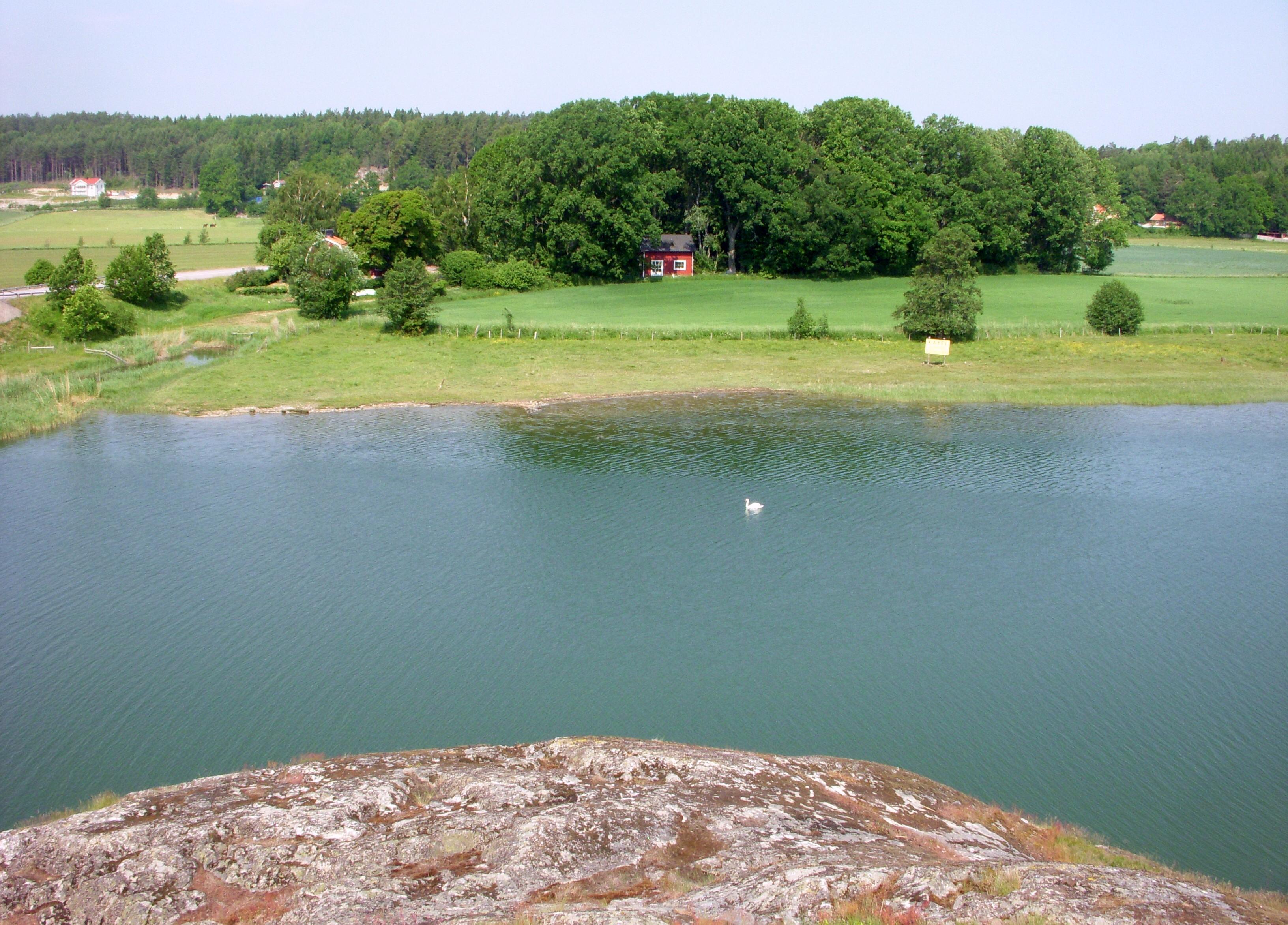
Hölö skans, vy över Pålsundet från Kasholmsskansen, juni 2011.

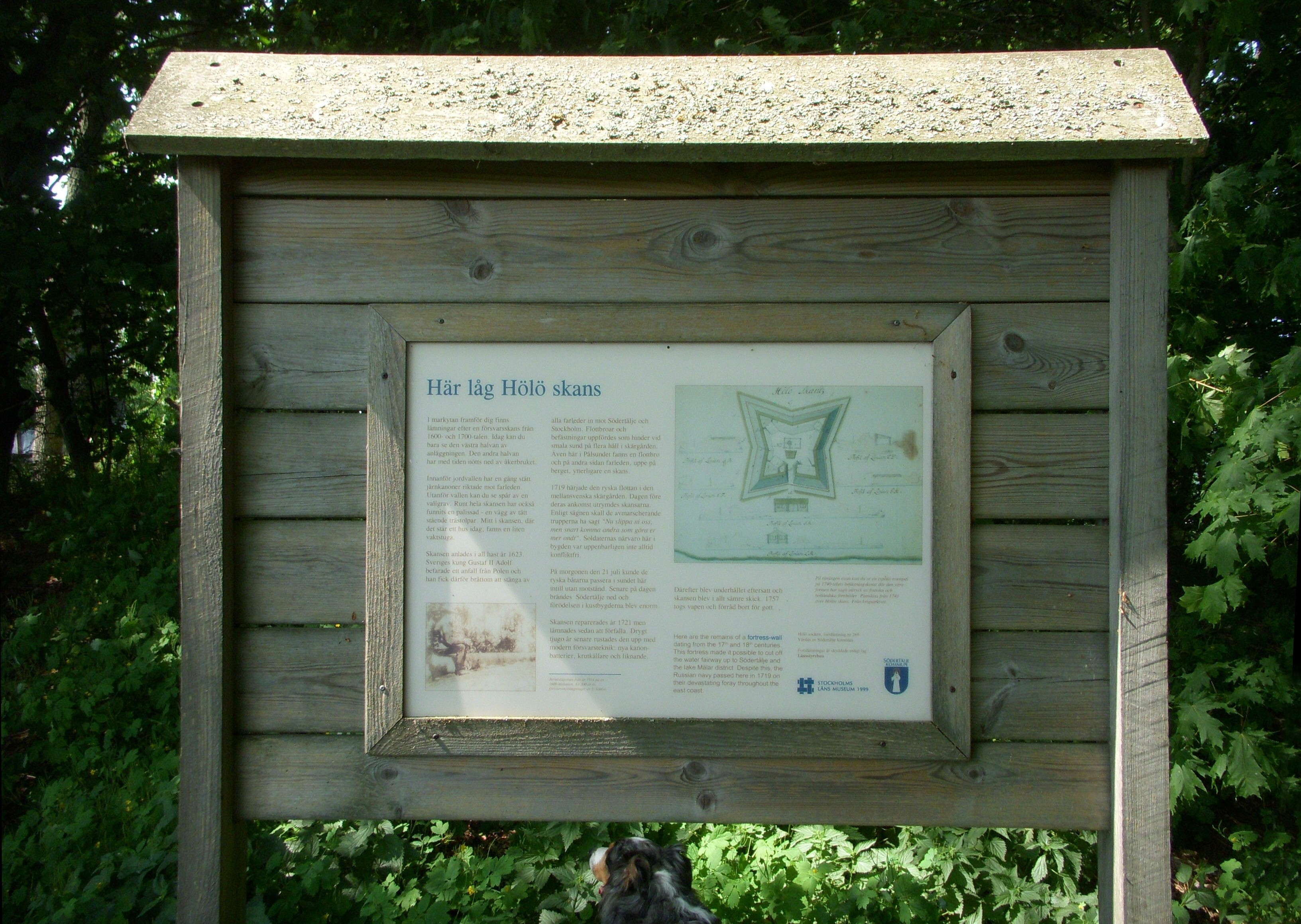
Hölö skans, informationstavla, juni 2011.

Hölö skans var en så kallad fältskans byggd som en stjärnskans med fyra bastioner (uddspetsar), till en början bestående av jordvallar. Planmåttet var cirka 50 meter mellan uddarna. I innergårdens mitt fanns en timmerstuga om ett rum och två kammare. Skansen placerades på en slätt äng. Innanför vallen stod järnkanoner, riktade mot farleden och utanför hela anläggningen fanns en palissad.
På en ritning från december 1743 beskrivs skansen bland annat på följande sätt: Höle Skantz widh Påhlsundet belägen gentemot Casholmen på en slät äng af den storlekar de omkring liggande Högden och Berg, allenast genom styckeskott kommenderas... (…har en dominerande placering och kan bara betvingas med artillerield…). 
Det befarade polska anfallet kom aldrig och skansarna fick förfalla. I samband med krigsutbrottet mot Danmark 1657 moderniserades skansarna “i hast och allvar” under ledningen av fortifikationsingenjören Johan Peter Kirstenius (son till Petrus Kirstenius).
Under förmyndarregeringen efter Karl X Gustav förföll skansarna igen på grund av saknande medel. Men vid nästa krig med Danmark 1675 skulle skansarna “med all flit uppbyggas och repareras”. Arbetena leddes då av Erik Dahlbergh.
År 1743 moderniserades båda skansarna med bland annat nya kanonbatterier och krutkällare. För det krävdes 1288 dagsverken och 1266 daler silvermynt. Arbetena utfördes av ”Dahlkarar, Artillerikarlar och Södermanls Bönder”. 1747 redovisades skansarna som ”Provisionelle Skantz- och Batteri - Wärn i Sverige”. Under det följande sekel hade skansarna ingen större militär betydelse och underhölls bara sporadiskt. Förfallet kunde inte stoppas och så avvecklades beväpningen 1757.
Idag (2011) är bara två av ursprungligen fyra bastioner (åt väst) bevarade, dock kraftigt övervuxna. Resten (åt öst) har odlats bort, där ligger nu en åker. Mitt i den forna skansen står en rödmålad stuga. Vid norra sida finns en informationstavla.